# 富永村 (宮城県)
富永村（とみながむら）は、昭和25年（1950年）まで宮城県遠田郡の北西部にあった村。現在の大崎市古川富長・古川上埣・古川狐塚・古川長岡針・古川淵尻・古川馬放・古川休塚にあたる。

## 村の概要

### 土地
- 田578町7反[1]
- 畑153町5反[1]
- 1戸当耕地2町2反[1]

### 戸口
- 総戸数400[1]内農家戸数330[1]
- 総人口2748[2]内農業人口2486[2]

### 生産額
- 米220915円[2]
- 小麦3835円[2]
- 大麦5035円[2]
- 大豆5760円[2]
- 繭26250円[2]
- 畜産4790円[2]
- 藁工品3150円[2]
- 他4500円[2]
- 合計274235円[2]
- 農家1戸当831円[2]

## 沿革
- 明治22年（1889年）4月1日 - 町村制施行にともない、富長村・上埣村・狐塚村・長岡針村・淵尻村・馬放村・休塚村の計7か村が合併して富永村が発足。
- 昭和5年（1930年）4月1日 - 上埣の一部（長瀬東・地蔵堂・地蔵前・地蔵東・中嶋・青沼の各字）を志田郡荒雄村に移管。
- 昭和25年（1950年）12月16日 - 玉造郡東大崎村・栗原郡長岡村と共に古川市に編入。

## 行政
- 歴代村長

| 代 | 氏名         | 就任                       | 退任                       | 備考 |
| -- | ------------ | -------------------------- | -------------------------- | ---- |
| 1  | 南条善右ェ門 | 明治22年（1889年）4月22日  | 明治32年（1899年）8月10日  |      |
| 2  | 千葉八七蔵   | 明治32年（1899年）11月21日 | 明治36年（1903年）11月20日 |      |
| 3  | 今野文之助   | 明治37年（1904年）1月11日  | 明治41年（1908年）1月10日  |      |
| 4  | 千葉八七蔵   | 明治41年（1908年）2月21日  | 大正5年（1916年）4月22日   | 再任 |
| 5  | 和久岱治     | 大正5年（1916年）4月30日   | 大正5年（1916年）10月31日  |      |
| 6  | 今野栄太郎   | 大正6年（1917年）1月9日    | 大正8年（1919年）8月9日    |      |
| 7  | 南条正亮     | 大正8年（1919年）8月21日   | 大正11年（1922年）2月29日  |      |
| 8  | 小野寺徳治   | 大正11年（1922年）4月5日   | 大正15年（1926年）4月4日   |      |
| 9  | 佐々木潔三郎 | 昭和2年（1927年）2月22日   | 昭和4年（1929年）1月21日   |      |
| 10 | 鈴木久吉     | 昭和4年（1929年）3月26日   | 昭和21年（1946年）10月25日 |      |
| 11 | 和久正志     | 昭和22年（1947年）4月5日   | 昭和25年（1950年）12月15日 |      |

## 出身人物
- 守屋栄夫（内務官僚、政治家、弁護士、歌人、元塩竈市長・衆議院議員） - 元防衛事務次官守屋武昌の父。
- 守屋和郎（外交官）
- 守屋徳夫（実業家）